# Dillenia mansonii
Dillenia mansonii är en tvåhjärtbladig växtart som först beskrevs av Andrew Thomas Gage, och fick sitt nu gällande namn av Hoogl. Dillenia mansonii ingår i släktet Dillenia och familjen Dilleniaceae. Inga underarter finns listade i Catalogue of Life.